# Tripas de gato (juego)
Tripas de gato  es un juego de lápiz y papel donde se apuntan objetos consecutivos y en pareja (por ejemplo números) en una hoja de papel. Las parejas se unen con una línea curva sin despegar el lápiz de color del papel. Se juega por turnos. El primer jugador une el objeto con su pareja  y el siguiente jugador debe juntar con una línea el otro objeto con su pareja ...  etc. hasta terminar con los objetos que se colocaron originalmente.  Se recomienda comenzar con parejas de 1 a 710 objetos, pero es posible realizar el juego con mayor cantidad de elementos.  Las líneas de un jugador no deben cruzar las líneas del contrincante.  Se recomienda usar un lápiz de diferente color para identificar al jugador  en turno. Pierde el jugador que despega el lápiz del papel durante su jugada, se sale del papel o bien toca otra línea dentro del juego. Es un juego que requiere habilidad y pulso para dibujar líneas curvas y se juega mucho en los colegios. La intención es complicar el camino en cada jugada para que el siguiente jugador no pueda pasar porque el paso se bloquea por las curvas, dibujando una especie de laberinto.

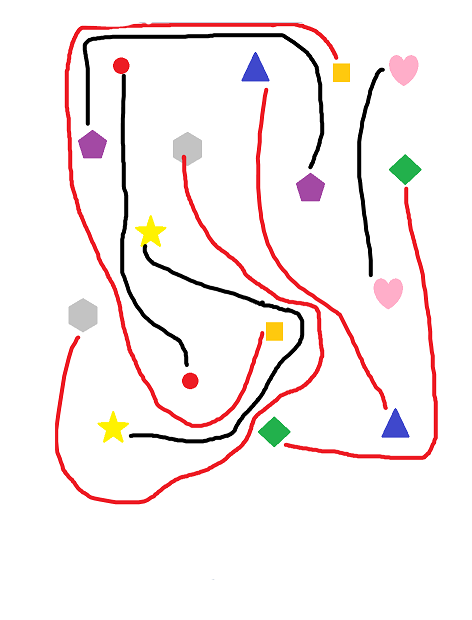
Ejemplo de Tripas de gato realizado en Paint

- Datos: Q16642765